# Zisterzienserinnenabtei Allerheiligen
Die Zisterzienserinnenabtei Allerheiligen war von 1230 bis 1802 ein Frauenkloster in Oberwesel.

## Geschichte
1230 gründeten Nonnen in Oberwesel, wo die Zisterzienserabtei Wörschweiler seit 1209 einen Hof mit Kapelle besaß, ein zisterziensisches Frauenkloster (Immediatoberer: Wörschweiler), das 1236 in das abgelegene Niederbachtal wechselte. Mit Unterstützung des Trierer Bischofs, der Herren von Schönburg (Rhein) und Oberweseler Bürger wurden Konvent und Kloster gebaut (Einweihung 1322). Ab 1340 unterhielten die Nonnen ein Armenhospital. Nach der Vernichtung durch Brand 1460 wurde die Abtei wieder aufgebaut und bestand bis zum Reichsdeputationshauptschluss von 1802, mit dem alle Klöster aufgelöst wurden. Ein Brand vernichtete im gleichen Jahr die Kirche, ein weiterer 1825 den Rest des Klosters.